# 天主教紹里木總教區
天主教紹里木總教區（拉丁語：Archidioecesis Saurimoensis）是安哥拉一個羅馬天主教教省總教區，下轄兩個教區。是該國五個總教區之一。
1975年8月10日設殷里克-德卡瓦略教區，1979年5月16日易名。2011年4月12日升為總教區。
總教區位於南隆達省。2010年有教友61,700人（佔轄區總人口15.0%）、五個堂區、十八名司鐸。現任總主教為若瑟·曼奴埃爾·因班巴。